# Loi électorale de 1907 (Espagne)

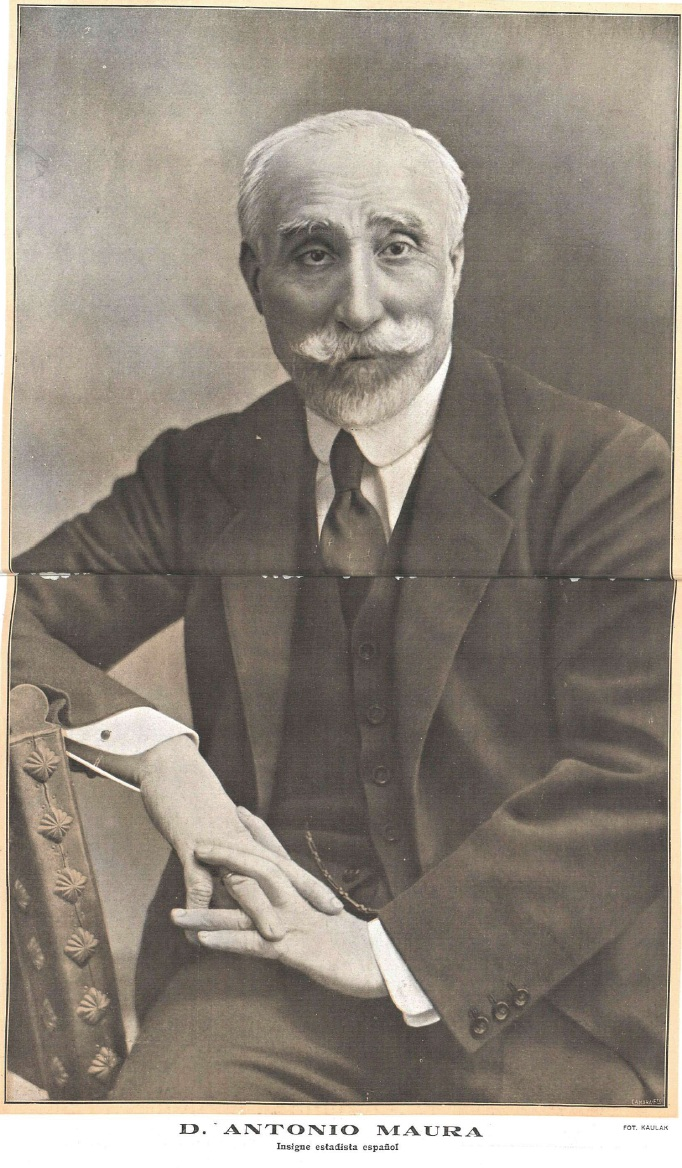
Antonio Maura, leader du Parti conservateur et principal instigateur de la loi électorale de 1907.

La loi électorale de 1907 est une loi électorale espagnole approuvée par les Cortès en août 1907, pendant le « long gouvernement » d'Antonio Maura. Elle réforma la loi électorale de 1890 et resta en vigueur durant le reste de la période constitutionnelle du règne d'Alphonse XIII. La nouvelle loi s'inscrivait dans le plan de réforme du régime politique de la Restauration lancé par le conservateur Antonio Maura et qu'il appelait la « révolution d'en haut ». La Seconde République espagnole la modifia largement par un décret du 8 mai 1931 qui régula les élections de juin 1931 à  Cortès constituantes.

## Antécédents
Le but essentiel de la « révolution d'en haut » du régime de la Restauration — c'est-à-dire la réforme du pouvoir politique du régime à partir des institutions et à l'initiative du gouvernement lui-même — était d'obtenir un soutien populaire à la monarchie d'Alphonse XIII en mettant fin au système caciquiste. Selon Javiera Moreno, Maura était « convaincu que, dans un pays rural et essentiellement catholique comme l'Espagne, cette ouverture, contrôlée au besoin en renforçant les mécanismes répressifs, profiterait à la couronne, à l'Église et à l'ordre social établi, c'est-à-dire, aux intérêts conservateurs ».
Cependant, Maura commença son « long gouvernement » de manière peu cohérente, puisque lors des élections qu'il convoqua pour avril 1907, il utilisa le réseau des caciques pour obtenir une très large majorité aux Cortès. La première tâche qu'il confia au Parlement fut l'approbation de la nouvelle loi électorale.
Le projet de loi de réforme électorale avait déjà été présenté aux Cortès par le premier gouvernement d'Antonio Maura entre décembre 1903 et décembre 1904.

## Contenu
Selon le gouvernement, la loi avait deux objectifs : accroître la participation aux élections en instaurant le vote obligatoire et lutter contre la fraude électorale en limitant la participation des hommes politiques au processus électoral grâce au nouveau rôle attribué à l'Administration de la Justice. et le remplacement de l'ancienne Junte centrale par de nouvelles Juntes des listes électorales (Juntas de Censo). Comme le dit le ministre de l'Intérieur Juan de la Cierva, cette dernière visait à « séparer complètement les organismes locaux et provinciaux des fonctions électorales » car, sous la pression de ces entités, « les gouvernements ont influencé l'exercice du suffrage en l'adultérant ».

### Suffrage obligatoire
L'article 2 de la loi disposa que « Tout électeur a le droit et le devoir de voter à autant d'élections qu'il est convoqué dans sa circonscription ». De cette manière, l'Espagne reprenait la nouveauté introduite par la législation électorale belge de 1896. Les personnes qui ne votaient pas (les « citoyens apathiques », comme on les appelait) devaient payer 2 % de plus dans les cotisations qu'ils payaient à l'État, bien qu'en pratique la sanction semble ne jamais avoir été appliquée.
L'intention du gouvernement avec l'introduction du suffrage obligatoire était de mobiliser les « masses neutres » — les Espagnols catholiques et monarchistes qui vivaient dans les zones rurales et ne participaient pas à la vie politique — que Maura et les conservateurs entendaient mobiliser pour contrer le protagonisme politique croissant, et pour eux inquiétant, des classes populaires dans les grandes villes, qui se traduisait dans l'essor du socialisme et du républicanisme. Cette intention est illustrée par une déclaration du marquis de Sotohermoso faite au Sénat : « l'abstentionnisme presque absolu de notre corps électoral a motivé des minorités plus ou moins turbulentes, plus ou moins démagogiques, à venir dans les villes populeuses que nous connaissons tous ».

### Mesures contre la fraude électorale
Outre la constitution automatique des bureaux de vote, la loi introduisit d'autres mesures pour tenter de mettre un terme à la fraude électorale, comme la constitution des listes électorales confiée à l'Institut géographique et statistique, et non aux communes, et la fin du contrôle par ces dernières du processus électoral, confié aux Juntes de censo. Le délit électoral fut également caractérisé, avec l'intervention de la Cour suprême en cas de fraude, bien qu'en dernière recours la décision d'annuler les actes corresponde aux Cortès.
Dans la loi de 1890, ce sont les conseillers et employés publics qui composaient les bureaux de vote, si bien « la suspension des conseils municipaux, la nomination des consistoires provisoires et l'envoi de délégués du gouvernement devinrent des pratiques généralisées pour contrôler les bureaux ». Les conservateurs se proposèrent de mettre fin à cette pratique en constituant les bureaux avec les plus gros contribuables de chaque arrondissement, ce qui fut refusé par les libéraux et les républicains, qui estimaient que cela reviendrait à revenir aux critères propres du suffrage censitaire. Finalement, on convint qu'un troisième membre participerait aux bureaux électoraux, avec la seule condition qu'il sache lire et écrire. Cependant, les pratiques antérieures de manipulation des bureaux demeurèrent.
La Junte centrale, dirigée par le président du Congrès des députés et composée de représentants des partis politiques présents aux Cortès, dont les réunions dépendaient de la convocation de son président, ce qui le rendait inefficace, fut remplacé par de nouvelles Juntas de Censo. Au niveau provincial, elles seraient présidées par le président de l'Audience provinciale et la Junta de Censo Central par le président de la Cour suprême. Cependant, tous les partis d'opposition rejetèrent cette proposition car les membres des nouvelles Juntas de Censo seraient majoritairement des fonctionnaires du gouvernement, étant donné qu'ils étaient choisis parmi les représentants des institutions présentes dans la vie sociale ; l'opposition exigeait la présence de membres des partis, seul moyen, selon eux, pour éviter les fraudes. « Quoi qu'il en soit, il ne semble pas qu'avec les nouvelles Juntes, les choses aient beaucoup varié », affirme Germán López.
Un point sur lequel tous les partis étaient d'accord fut que désormais le responsable du recensement électoral devait être l'Institut géographique et statistique. Ils convinrent également, malgré la résistance initiale de Maura et des conservateurs, que les mandats contestés devant les Juntas de Censo ne seraient pas examinés par la Commission des archives du Congrès des députés, comme c'était le cas jusque-là, mais par la Cour suprême, qui présenterait un rapport aux Cortès sur la validité ou l'invalidité de l'élection, ces dernières conservant néanmoins la décision finale. Toutefois, le nouveau système ne fonctionna pas mieux que le précédent, avec la circonstance aggravante que désormais le Tribunal suprême se trouvait impliqué dans les problèmes liés à la validation des mandats, en dépit du nombre très réduit de mandats qui se trouvèrent annulés sur rapport du Tribunal suprême  jusqu'à la fin du régime. De plus, lorsque la Cour suprême vérifiait qu'il y avait eu fraude, elle ne proposait pas l'annulation du vote et se contentait de soustraire les voix des sections concernées du résultat total, de sorte que le candidat dénoncé, s'il avait une majorité dans le reste des sections, remportait l'élection. L'image du Tribunal suprême se trouva si détériorée que lorsque la loi fut modifiée durant la Seconde République, le rôle de l'institution dans le processus électoral fut annulé.

### Les polémiques articles 29 et 24
Sur proposition du républicain Gumersindo de Azcárate et dans le but de stimuler la participation, il fut établi à l'article 29 que les élections n'auraient pas lieu dans les circonscriptions où se présenterait un seul candidat, qui serait automatiquement proclamé, ainsi que dans les circonscriptions où le nombre de candidats était identique à celui de postes à pourvoir. L'application de cet article eut comme conséquence que « dans certaines élections, il arriva qu'un tiers du Parlement soit proclamé par ce procédé. Ce fut le cas aux élections de 1910 et aux suivantes ; tant que le régime parlementaire resta en vigueur, plus d'une centaine de députés le furent grâce à l'article 29 ». Lors des municipales de 1931, les toutes dernières du régime et qui provoquèrent sa chute, près d’un cinquième des postes de conseillers municipaux furent proclamés une semaine avant la tenue effective du scrutin, au bénéfice des monarchistes.
L'explication se trouve dans l'article 24 de la même loi, qui faisait référence aux conditions requises pour être candidat : « l'article indiquait que seuls pouvaient être proclamés candidats ceux qui auraient déjà représenté la circonscription dans une occasion précédente, ceux qui seraient présentés par des députés, ex-députés, sénateurs, ex-sénateurs et députés provinciaux ou ex-députés provinciaux, élus par un territoire dans lequel la circonscription électorale était comprise, et enfin ceux qui réussiraient à être présentés par une vingtième des votants de la circonscription, devant les bureaux électoraux constitués et formés par le président et les adjoints, en un seul jour, approuvant un nombre limité de candidats, puisque chaque électeur ne pouvait participer qu'à une seule proposition ». Les conditions pour être proclamé candidat se trouvant plus difficiles, les partis du turno furent nettement avantagés par rapport aux autres. « L'article 24 combiné avec l'article 29 livrerait un grand nombre de districts, et pas seulement par les faits et la corruption, mais légalement, aux élites dynastiques. [. . . ] Si la non-concurrence et le pacte avaient été des éléments essentiels de la politique sous la Restauration, les articles 24 et 29 étaient fidèles à cet esprit... [et] bien entendu, ne supposaient aucune sorte d'avancée en matière de démocratisation ».

### Propositions de démocratisation rejetées
Les députés républicains présentèrent un amendement selon lequel les parlementaires recevraient une compensation pour que d'autres que « ceux qui sont riches » puissent se présenter aux élections, mais il fut rejeté aussi bien par les conservateurs que par les libéraux — les deux partis du turno —, de sorte que l'Espagne et l'Allemagne restèrent les deux seuls pays européens dans lesquels les parlementaires ne percevaient aucune rémunération.
Une autre proposition qui fut rejetée par la majorité conservatrice des Cortès, présentée par les libéraux et les républicains, était le dénommé vote « par accumulation », c'est-à-dire la possibilité pour un électeur de voter pour un candidat qui ne se présente pas dans sa circonscription tout en lui donnant un vote valide. Le but était de faciliter l'accès au parlement des députés socialistes — contrairement aux socialistes des autres pays européens, le PSOE ne disposait d'aucun député —., mais la proposition fut rejetée par la majorité conservatrice. 
On proposa également de modifier la répartition des districts et circonscriptions pour les adapter à l'augmentation de la population urbaine par rapport à la population rurale. Le gouvernement s'engagea à présenter un projet de réforme de la carte électorale dans le délai d'un an, mais il ne tint pas promesse et aucun autre gouvernement ne fit de proposition en ce sens ultérieurement. Selon Germán López, cette réforme « aurait pu avoir plus de conséquences pour promouvoir la démocratisation du système politique espagnol que toutes les autres mesures incluses dans la loi électorale. Qu'il suffise de rappeler comment en Grande-Bretagne, les réformes progressives de la carte électorale furent combinées, avec des élargissements du suffrage, qui facilitèrent une démocratisation progressive de la vie politique britannique ». De même, la proposition d'un député républicain d'introduire l'enveloppe et l'isoloir pour garantir le secret du vote, mesure introduite peu après en France.
Il y eut aussi des propositions réactionnaire présentées par l'aile la plus droitière du parti conservateur et par certains députés de la Ligue régionaliste, qui furent également rejetées par le gouvernement, soutenu par un secteur de son parti et le reste des groupes aux Cortès. La plus frappante était celle qui prétendait revenir au suffrage censitaire par le subterfuge du vote dit « multiple » ou « pluriel », reconnu par la loi électorale belge de 1896, et qui favorisait les classes aisées, en accordant plus de votes aux propriétaires, aux politiciens et aux intellectuels. Comme le dit un député conservateur, « le vote d'un paysan » ne pouvait pas avoir la même valeur « que celui de monsieur Cánovas del Castillo, s'il était vivant ». On en vint  également à demander que ceux qui ne savaient ni lire ni écrire soient exclus du droit de vote, ce qui aurait signifié l'élimination de plus de la moitié des électeurs.

## Bilan
Selon Germán López, on peut difficilement soutenir que la réforme de 1907 ait répondu « au désir de mobiliser politiquement les citoyens et de consolider un système démocratique. [...] De plus, les mesures envisagées dans la loi montrèrent rapidement leur inefficacité pour répondre, sans parler des besoins de la société espagnole, mais aux objectifs déclarés par le gouvernement. Le suffrage obligatoire, qui ne peut pas être considéré comme positif, du point de vue de la démocratisation, ne fut rien de plus qu'une fiction. Le reste des mesures n'offrirent aucun résultat tangible. Évidemment cette réforme n'était pas la seule possible. Les propositions des oppositions montrèrent qu'il existait d'autres options », mais les élites dynastiques ne les acceptèrent pas car cela aurait supposé de « moderniser leurs structures politiques ankylosées » et de se risquer à perdre la « suprématie politique, sociale et économique dont ils jouissaient. [...] Soit on changeait les méthodes soit on tentait de contenir la mobilisation politique et sociale. Les articles 24 et 29 nous donnent une idée de l'option qui fut choisie. Avec l'autoproclamation et le droit de présentation, conservateurs et libéraux s'assuraient des avantages significatifs au moment de faire face aux processus électoraux. Le prix en était l'endogamie et l'immobilisme. [...] La loi électorale de Maura venait ainsi en défense du vieil ordre politique libéral ». Pour corroborer sa vision, López cite le diputé socialiste Julián Ballestero : 

« Dès que le peuple progresse, alors les institutions démocratiques sont limées, raccourcies, restreintes et comme le peuple espagnol en dépit de l'action des gouvernements progresse peu à peu, nous avons vu dans la dernière réforme électorale un moyen compulsif pour faire en sorte que vote la classe neutre, puisque la compulsion ne pouvait pas s'appliquer aux ouvriers et éléments véritablement démocratiques »

Selon Santos Juliá, la prétention apparente de Maura de permettre à travers la nouvelle loi électorale la tenue d'élections « sincères » ne pouvait être réalisée puisqu'il n'avait pas renoncé aux circonscriptions uninominales, base de l'encasillado des députés qui assurait la triomphe du parti au gouvernement , auquel il faut ajouter l'application de l'article 29, selon Javier Moreno Luzón. Selon ce même dernier, une autre des raisons pour lesquelles la loi n'a pas contribué à la démocratisation du régime est que le système électoral majoritaire fut maintenu, qui constituait un obstacle à l'accès des minorités au parlement.
En définitive, « la concurrence électorale et l'ouverture vers de nouvelles forces sociales et politiques sont devenues plus difficiles ».